# Marc Sheppard
Marc Sheppard (* 24. Mai 1967) ist ein US-amerikanischer Sommerbiathlet.
Marc Sheppard nahm 1998 erstmals an einer Sommerbiathlon-Weltmeisterschaft teil. Bei den Wettkämpfen in Osrblie wurde er an der Seite von Keith Woodward, Shaun Marshall-Pryde und Erich Wilbrecht Fünfter im Staffelwettbewerb. Zwei Jahre später feierte er gemeinsam mit Lawton Redman, Scott Creel und Logan Hammer als Schlussläufer der US-Staffel mit Rang vier in Chanty-Mansijsk seinen größten internationalen Erfolg. Zudem belegte er im Sprint den 28. und in der Verfolgung den 18. Platz. Zum dritten und letzten Mal nahm er 2003 in Forni Avoltri an einer WM teil. In Frankreich wurde er 30. im Sprint, 26. im Verfolgungsrennen, 18. im Massenstart und gemeinsam mit Russell Skelton, Douglas Hoover und Hammer Siebter im Staffelrennen.